# Station Osowiec Przystanek
Station Osowiec Przystanek is een spoorwegstation in de Poolse plaats Osowiec Śląski.